# Club Esportiu INEF Barcelona
El Club Esportiu INEF Barcelona (CE INEF Barcelona) és un club poliesportiu de Barcelona fundat l'any 1976, vinculat amb la creació de l'INEFC, amb la intenció de potenciar la pràctica de l'esport universitari. L'entitat disposa de seccions federades de rugbi, gimnàstica artística, gimnàstica estètica de grup i tamborí.
Impulsat per José Antonio Sancha de Prada, professor del centre, va crear-se la secció federada de rugbi masculí el 1977 i dos anys més tard la femenina, considerat com el primer equip femení de rugbi a l'estat espanyol. Els seus membres eren alumnes de la INEFC ja que Sancha de Prada l'havia convertit en matèria obligatòria. Conegudes com Les Osses, és la secció que ha aconseguit més èxits, entre d'altres, 11 Campionat d'Espanya de Rugbi femení, 2 Campionats del Món de Clubs, un subcampionat d'Europa el 2008, així com diversos campionats de Catalunya. A més, moltes de les seves jugadores han format part de la selecció catalana i espanyola. L'octubre de 2017, degut als problemes de disposar d'una plantilla àmplia per la competició, va signar un acord de col·laboració amb el RC L'Hospitalet que va permetre a les dues entitats competir a la Lliga Iberdrola de rugbi XV, amb el nom de INEF- L'Hospitalet, així com potenciar la formació de jugadores de base.
L'equip de gimnàstica estètica de grup és considerat com el pioner de l'especialitat a Catalunya, ja que després de la participació al Campionat del Món de Bulgària de 2004 d'un equip amb gimnàstiques rítmiques procedents de diferents clubs catalans, moltes s'integraren al club l'any següent. Des del seu inici, la secció ha estat la dominadora dels campionats de Catalunya i d'Espanya de gimnàstica estètica de grup, essent considerat com un dels deu millors clubs del món.
L'any 2018, la secció de tamborí va arribar a un acord amb el Club Esportiu La Marina i el seu equip Club Tamborí La Marina per tal de competir com INEF-La Marina.
Durant la seva història, l'entitat ha tingut també seccions federades de gimnàstica rítmica, basquetbol, voleibol i bàdminton. així com, disposa de camps de gespa i de ciment, pista d'atletisme i de voleibol, pavelló de basquetbol, etc. Per altra banda, el club té un ampli palmarès als Campionats de Catalunya i d'Espanya Universitaris, i molts dels seus membres hi participen amb la selecció de la Universitat de Barcelona, per aquesta raó, va ser guardonada amb la Medalla al Mèrit Esportiu.

## Palmarès
Secció de rugbi femení
- 11 Campionat d'Espanya de Rugbi femení: 1988-89, 1994-95, 2004-05, 2005-06, 2006-07, 2008-09, 2009-10, 2010-11, 2011-12, 2012-13, 2015-16
- 8 Campionat de Catalunya de rugbi femení: 2002-03, 2003-04, 2004-05, 2005-06, 2006-07, 2007-08, 2008-09, 2009-10, 2015-16,
- 6 Copa Catalana de rugbi femenina: 2005-06, 2006-07, 2007-08, 2008-09, 2009-10, 2016-17
- Premi millor club català femení (Mundo Deportivo): 2008
- Trofeu Campions (Mundo Deportivo): 2012, 2013